# M-11 (Rusland)

De snelweg M-11 is groen bewegwijzerd

De M-11 of Автомагистраль Москва — Санкт-Петербург (Avtomagistral' Moskva-Sankt-Peterburg) is een autosnelweg van 669 kilometer in Rusland. De weg verbindt de hoofdstad Moskou met de tweede stad Sint-Petersburg. De M-11 dient vooral ter ontlasting van de drukke hoofdweg M-10. De snelweg M-11 werd opengesteld tussen 2014 en 2019. De 62 kilometer lange ring om Tver werd op 16 juli 2024 geopend als laatste deel van de snelweg]. De autosnelweg met groene bewegwijzering is een tolweg met een maximumsnelheid van 130 kilometer per uur.

## Oude M-11
Tot 2011 liep de M-11 tussen Sint-Petersburg en de grens met Estland, bij Narva. Deze weg heet tegenwoordig A-180.